# 3945 Герасименко
3945 Герасименко (енгл. 3945 Gerasimenko) је астероид главног астероидног појаса. Приближан пречник астероида је 23,18 ,
а средња удаљеност астероида од Сунца износи 3,116 астрономских јединица (АЈ).
Инклинација (нагиб) орбите у односу на раван еклиптике је 1,836 степени, а орбитални период износи 2009,673 дана (5,502 година). Ексцентрицитет орбите астероида износи 0,271.
Апсолутна магнитуда астероида износи 12,30 а геометријски албедо 0,039.
Астероид је откривен 14. августа 1982. године.